# 南サルデーニャ鉄道ALn200形気動車

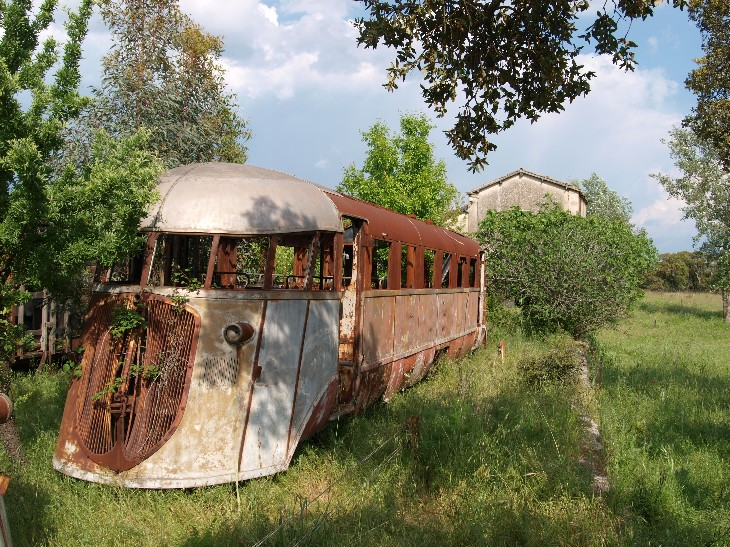
ALn200形と同型のサルデーニャ鉄道ALn40形の廃車体

南サルデーニャ鉄道ALn200形気動車（みなみサルデーニャてつどうALn200がたきどうしゃ）はイタリアのサルデーニャ島南部の私鉄であった南サルデーニャ鉄道（Ferrovie Meridionali Sarde（FMS））で使用されていた機械式気動車である。

## 概要
イタリア西部地中海に位置する、イタリアで2番目に大きな島であるサルデーニャ島では、主要な幹線を運営する1435mm軌間のイタリア国鉄路線のほか、いくつかの私鉄路線が敷設されており、多くの路線はイタリアでの狭軌の標準である950mm軌間のものであった。その私鉄の一つである南サルデーニャ鉄道はサルデーニャ島南西部と、同島南西端部で陸繋砂州でつながるサンタンティーオコ島に79.3kmと33.1kmの2本の950mm軌間の路線を運行しており、沿線の旅客および農水産物等の輸送のほか、カルボーニアやイグレージアス付近に点在する炭鉱から産出する石炭の輸送も主要な用途であった。
同鉄道では1926年の開業以降、Breda 製の100形101-108号機が 蒸気機関車が客車と貨車を牽引する列車で運行されていた。一方イタリア国内では、1930年代以降、リットリナと呼ばれる、1基もしくは2基のエンジンを搭載した機械式の軽量気動車が各地で導入されており、省力化や高速化、サービス向上などが図られていた。そこで同鉄道でも閑散区間や時間帯のローカル輸送用にリットリナによる列車を運行することとなり、1936年に導入された1等/2等（当初は3等）合造気動車が本稿で記述するALn200形である。本形式のメーカーであるフィアット の型番は019であり、ALn201-204号機の4機が導入されている。

## 仕様

### 車体・走行機器
- 車体は一連のイタリア製軽量気動車のデザインの流れを汲んだ流線形で、構体は軽量構造の全金製で窓下部や車体裾部などに型帯入るものとなっている。正面は流線形であるが、車体裾のスカート部まで一体となって下へ伸びた形状が特徴であり、正面窓は曲面に沿って側面まで回り込む8枚窓、正面窓下部左右に前照灯が設置されるほか、正面窓下部中央に車体裾部まで至る大型のラジエターグリルと、その中央部に小型の簡易連結器が設置されている。なお、本形式は片側前頭部にのみ主機を搭載しているが、ラジエターは両端に設置されている。なお、灯具類は後年正面上部中央に前照灯、窓下部左右に標識灯という配置に変更されている。
- 車体内は乗務員室と乗降デッキ、2等（当初は3等）客室、トイレ、1等客室、乗降デッキと乗務員室の配列で、各客室間は簡単な仕切り壁で仕切られているほか、トイレの対面部分は立席スペースとなっている。側面は窓扉配置D411D（乗降扉-2等室窓-トイレ窓-1等室窓-乗降扉）で、客室窓は下落とし窓、乗降扉は外開戸となっている。また、台車横部を含む車体側面下部にも床下カバーが設置されている。
- 客室は座席は1等室は1+2列の3人掛けの合革貼りのベンチ式の固定式クロスシートが1ボックス、2等室はいずれも合皮貼りで2+2列の4人掛け固定クロスシート3ボックスと扉横部が3人掛けのロングシートの配置で、座席定員は1等6名、2等30名となっている。
- 車体塗装は銀色をベースに床下カバー部と屋根上をグレーとしたもので、側面下部中央に「FMS」の切抜文字が設置されていた。
- 本機の走行装置はイタリア国鉄が導入したリットリナであるALn56と同様のものとなっており、主機としてFiat製で6気筒、定格出力59kW、シリンダ径×行程108×152mm、排気量8350ccのC355直噴式ディーゼルエンジンを1基と、機械式の変速機を片側の台車上に搭載してその台車の車体内側の1軸を駆動している。最高速度は83km/h、主機と電磁油圧式4段変速の変速機は運転台からの遠隔制御としている。なお、南サルデーニャ鉄道は比較的勾配が緩いため、主機は1基のみの搭載であるが、本機をベースにサルデーニャ鉄道 (FCS)[4]が導入したフィアット型番029の ALn40形は勾配線区に対応した2機関搭載型であった。
- 台車は内側台車枠の鋼材組立式で、枕バネは重ね板バネが台車枠と軸箱にまたがる形で設置されており、基礎ブレーキ装置はドラムブレーキとなっている。

### 改造
- 1966年にALn201およびALn202号機は南サルデーニャ鉄道のイグレージアス工場で更新改造が行われ、車体の両前頭部が1960年に導入されたADe300形と類似の大型の曲面ガラスを使用した流線形のものとなり、特徴であったスカート下端まで直線状に伸びた前頭部は、下側が丸みを持って内側に入る形状のスカートに変更され、ラジエターグリルも台枠上部のみの開口に縮小されている。なお、車体側面は車体腰板の型帯が減少したほかはほぼ原形のままとなっているが、車体塗装はADe300形と同一のベージュをベースに車体下部スカート部が茶色、ラジエターグリルが銀色となっている。

### 主要諸元
- 軌間：950mm
- 動力方式：ディーゼルエンジンによる機械式
- 最大寸法：全長14930mm、全幅2400mm、屋根高3140mm
- 軸配置：(1A)2
- 車輪径：720mm
- 自重：15.2t
- 定員：1等6名、2等30名
- 主機：Fiat製6気筒C355×1基（定格出力：59kW、シリンダ径×行程：108×152mm）
- 最高速度：85km/h

## 運行・廃車

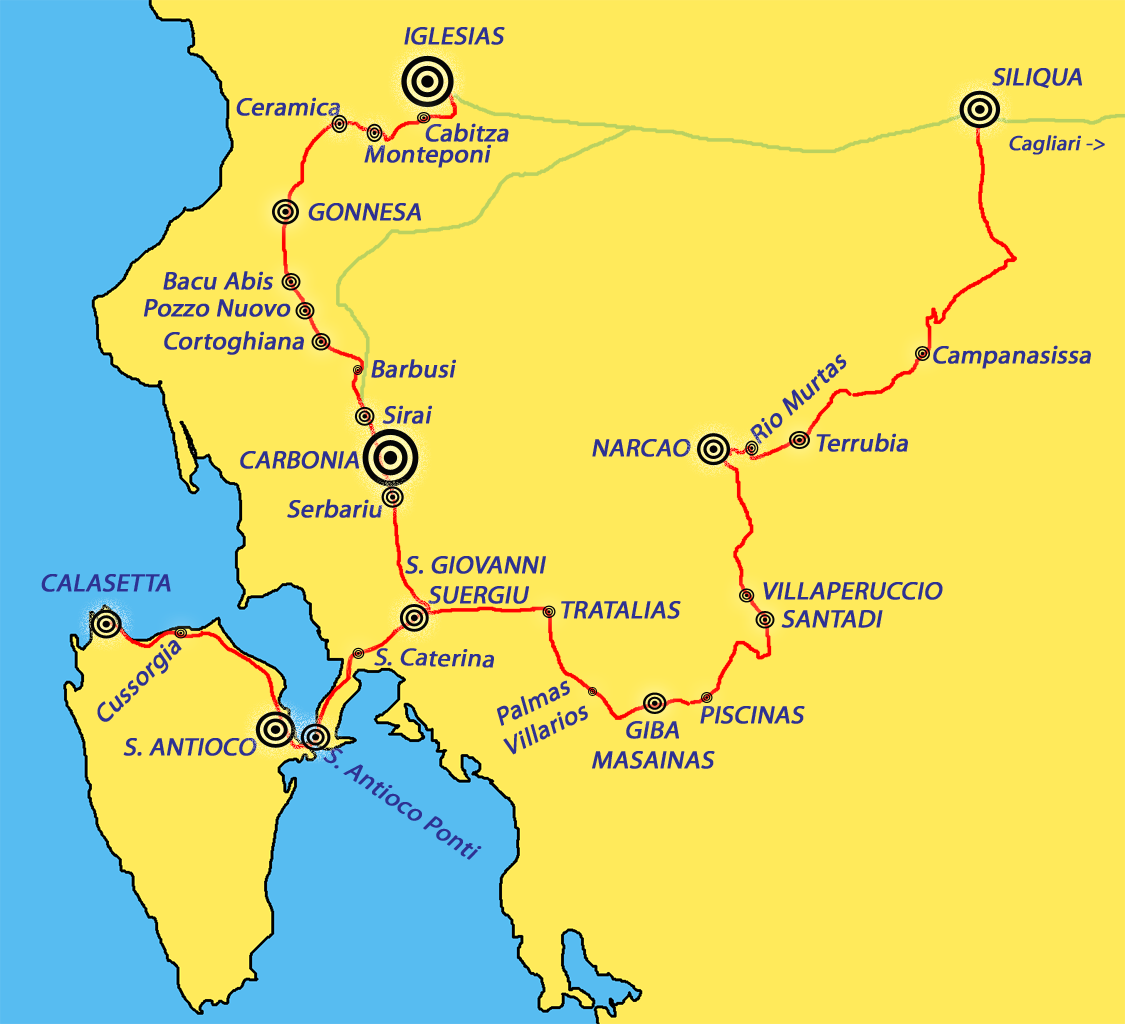
南サルディーニャ鉄道の路線図

- 南サルデーニャ鉄道は、イタリア国鉄に接続するシリークアからサン・ジョヴァンニ・スエルジュを経由し、陸系砂州を通ってサンタンティーオコ島へ渡り、カラゼッタへ至る79.2kmの路線と、その路線の途中サン・ジョヴァンニ・スエルジュからカルボーニャを経由してイタリア国鉄に接続するイグレージアスまで至る33.1kmの路線で構成されており、標高2-287m、最急勾配25パーミルとなっていた
- 本形式は導入後、南サルデーニャ鉄道の主に閑散線区、時間帯の旅客列車に使用されていた。その後1950年代以降、沿線の炭鉱が順次閉鎖されて輸送量が大幅に減少したため、1960年にはADe300形とその制御気動車であるRPe350形を導入して本形式とともに輸送の効率化を図ることとなり、旅客列車がほぼ全面的に気動車化されている。
- その後、南サルデーニャ鉄道は輸送量の減少、1956年のヴィッラマッサルジャ - カルボーニア間のイタリア国鉄1435mm路線の開業、バウ・プレッシウ湖の建設による一部区間の水没や施設の老朽化などに伴い、1968年にシクーリア - ナルカーオ間が、1969年にはモンテポニ - イグレージアス間が廃止となり、更新改造を実施していないALn203およびALn204号機は1970年頃までに運用されなくなり、残るALn201およびALn202号機も1972年には運用されなくなっている。なお、その後1974年には残る区間も全線が廃止となっている。